# Президент Египта
Президент Египта (араб. رئيس مصر‎) — глава государства в Египте. Появилась 18 июня 1953. Первым президентом Арабской Республики Египет стал Мохаммед Нагиб. Является главой государства, главой правительства, главой исполнительной власти и верховным главнокомандующим вооружённых сил.
С 8 июня 2014 г. президентом Египта является Абдул-Фаттах  Ас-Сиси, первоначально избранный на 4-х-летний срок и переизбранный на второй срок в 2018 г. В 2019 г. в результате конституционного референдума срок полномочий президента был увеличен с 4 до 6 лет. Также эта поправка дала Ас-Сиси право переизбрание на второй шестилетний срок с учётом нового отсчёта сроков по новой конституции. 
На выборах 10—12 декабря 2023 года он был переизбран на третий срок, набрав 89,6 % голосов.

## История

### Создание должности
Должность создана 18 июня 1953 года после свержения короля Ахмеда Фуада II.

### Революция 2011
- 10 февраля 2011 — Мубарак передал часть президентских полномочий вице-президенту Омару Сулейману[2], но отказался уходить в отставку. Он подтвердил свои намерения руководить Египтом до выборов в сентябре 2011 года и заявил, что подготовил изменения в конституцию. Об этом Мубарак сообщил в телеобращении к нации.
- 11 февраля 2011 — Мубарак ушёл в отставку.
- 13 февраля 2011 — Власть в Египте перешла Высшему совету Вооружённых сил во главе с фельдмаршалом Тантави. Премьер Шафик временно сохраняет свои полномочия вплоть до формирования нового правительства[3]. Военные приостановили действие конституции и распустили парламент[4].
- 3 марта 2011 — глава переходного правительства Ахмед Шафик подал в отставку, его сменил Эссам Шараф, бывший министр транспорта.
- 4 марта 2011 — новый премьер прибыл на площадь Тахрир и попросил благословения революционной молодёжи.
- 15 марта 2011 — распущена служба госбезопасности, которая считалась главной опорой режима Мубарака[5].
- 19 марта 2011 — референдум по изменению конституции, которая ограничивает власть президента (4 года вместо 6, запрет на 3 срок, отмена чрезвычайных полномочий)[6].
- 13 апреля 2011 — власти Египта поместили бывшего президента страны Хосни Мубарака под арест[7].
- 16 апреля 2011 — решением суда распущена правящая до революции национально-демократическая партия[8].
- 30 апреля 2011 — исламисты создали партию Партию свободы и справедливости (лидер Мохаммед Хусейн) для участия в выборах[9].
- 7 мая 2011 — в Каире произошли столкновения между христианами-коптами и мусульманами-салафитами[10].
- 9 октября 2011 — вновь вспыхнули беспорядки с участием христиан-коптов, на сей раз их противниками стали военные переходного правительства. Погибло 6 человек: 4 коптов и 2 солдат. Столкновения прошли в Каире возле здания телецентра, куда копты вышли в знак протеста против участившихся случаев нападений на их церкви. Однако из-за провокации неустановленных лиц начались беспорядки[11].
- 21 ноября 2011 — Эссам Шараф ушёл в отставку с поста председателя переходного правительства АРЕ. и. о. председателя назначен Камаль Ганзури.
- 7 декабря 2011 — Камаль Ганзури приведён к присяге как Председатель переходного правительства АРЕ.
- 4 мая 2012 — в Каире продолжились беспорядки вызванные требованием передать власть от военной хунты гражданскому правительству[12].
- 23 и 24 мая 2012 — прошел 1 тур выборов президента Египта, на которых прошли во 2 тур: Мухаммед Мурси и Ахмед Шафик.
- 16 и 17 июня 2012 — прошел 2 тур выборов президента Египта.
- 18 июня 2012 — Согласно обещаниям Тантави, Высший военный совет передаст власть избранному президенту.
- 24 июня 2012 — объявлено о победе Мухаммеда Мурси.
- 30 июня 2012 — Мухаммед Мурси вступил в должность президента АРЕ.
- 12 августа 2012 — Мухаммед Мурси отправил в отставку министра обороны фельдмаршала Мухаммеда Хусейна Тантави, с которым, по сути, делил власть в Египте.

### Протесты 2012—2013
- 22 ноября 2012 — Мохаммед Мурси подписал конституционную декларацию которая лишает суды права распускать верхнюю палату парламента и Конституционную ассамблею, а также позволяет президенту страны издавать «любые декреты, направленные на защиту революции», которые не могут быть оспорены в суде. Действия Мурси вызвали негодование оппозиции которая обвинила президента в узурпации власти и восстановлении диктатуры.
- 25 ноября 2012 — во время проведение акции протеста против декларации в стычке между сторонниками и противниками погиб подросток поддерживающий Мурси[13].
- 29 ноября 2012 — Власти Египта в срочном порядке готовят новую конституцию. Накануне Высший конституционный суд Египта поддержал демонстрантов и в знак протеста приостановил свою деятельность, акции протеста в Египте не прекращаются[14].
- 30 ноября 2012 — В Египте принят проект конституции, основанный на законах шариата. В Каире продолжаются стычки демонстрантов с полицией.
- 1 декабря 2012 — Конституционный суд Египта объявил забастовку из-за давления исламистов[15].
- 4 декабря 2012 — Тысячи противников президента Египта сегодня собрались у его дворца. Манифестанты требуют отставки главы государства и называют движение «Братья-мусульмане» «продавцами революции». Сообщается, что протестующие прорвали оцепление полиции и предприняли попытку взять дворец штурмом.
- 15 декабря 2012 — В Египте прошел 1 этап референдума по принятию конституции. За высказались 57 % избирателей, против — 43 %
- 15 декабря 2012 — В Египте прошел 2 этап референдума по принятию конституции.
- 22 декабря 2012 — Вице-президент Египта ушел в отставку[16].
- 1 января 2013 — В Египте вступила в силу «исламская» конституция

### Государственный переворот
- 3 июля 2013 — действие конституции приостановлено, президент Мурси низложен. Временным президентом назначен глава Конституционного суда Адли Мансур.
- 4 июля 2013 — Адли Мансур принес присягу в качестве временного президента АРЕ.
- 9 июля 2013 — Адли Мансур назначил новых премьер-министра и вице-президента.

### Современность
- 8 июня 2014 — Абдул-Фаттах Халил Ал-Сиси, избранный на выборах 26 мая, вступил в должность.

## Штандарты

1972–1984; Штандарт  президента АРЕ
1984-2011 и с 2012; Штандарт  президента АРЕ
2011-2012; Штандарт Председателя ВСВС